# Кумаони (язык)
Кумаони (कुमाँऊनी भाषा) — индоарийский язык, распространённый в регионе Кумаон индийского штата Уттаракханд. В качестве письменности используется деванагари.

## Генеалогическаяи ареальная информация
Кумаони принадлежит к пахарской группе индоарийской ветви индоевропейской семьи языков. Наиболее близкими родственными языками являются гархвали и непали. Регион Кумаон является основным ареалом распространения кумаони, однако многие носители живут в приграничных с Индией районах Непала.

## Социолингвистическаяинформация
По данным переписи населения 2011 года число носителей составило 2 081 057 человек. "Атлас языков, находящихся под угрозой исчезновения" UNESCO присваивает кумаони статус "уязвимый", то есть характеризующийся ограниченным использованием. Большинство носителей двуязычны, так как хинди является официальным языком штата.
Кумаони является не одним единым языком, а диалектным континуумом. Так, выделяется не менее 12 диалектов кумаони:
- кхаспарджия;
- чаугаркхия;
- данпурия;
- пхальдакотия;
- паччхаи;
- ганголи;
- кумайя;
- рау-чхаубхайнси;
- сорьяли (сорияли);
- сирали;
- аскоти;
- джохари.

## Фонология[4]

### Согласные
|                      |                      | Губные | Переднеязычные                | Переднеязычные | Среднеязычные | Заднеязычные | Глоттальные |
| Зубные/ Альвеолярные | Ретрофлексные        | Губные | Постальвеолярные/ Палатальные |                |               | Заднеязычные | Глоттальные |
| -------------------- | -------------------- | ------ | ----------------------------- | -------------- | ------------- | ------------ | ----------- |
| Взрывные/Аффрикаты   | Глухие               | p      | t                             | ʈ              | tʃ            | k            |             |
| Взрывные/Аффрикаты   | Аспирированные       | pʰ     | tʰ                            | ʈʰ             | tʃʰ           | kʰ           |             |
| Взрывные/Аффрикаты   | Звонкие              | b      | d                             | ɖ              | dʒ            | g            |             |
| Взрывные/Аффрикаты   | Придыхательный голос | bʱ     | dʱ                            | ɖʱ             | dʒʱ           | ɡʱ           |             |
| Носовые              | Звонкие              | m      | n                             | ɳ              |               | ŋ            |             |
| Носовые              | Придыхательный голос | mʱ     | nʱ                            |                |               |              |             |
| Фрикативы            | Фрикативы            |        | s                             |                | ʃ             |              | h           |
| Дрожащие             | Звонкие              |        | r                             | ɽ              |               |              |             |
| Дрожащие             | Придыхательный голос |        |                               | ɽʱ             |               |              |             |
| Латеральные          | Звонкие              |        | l                             | ɭ              |               |              |             |
| Латеральные          | Придыхательный голос |        | lʱ                            |                |               |              |             |
| Аппроксиманты        | Аппроксиманты        | w      |                               |                | j             |              |             |

### Гласные
| Ряд/Подъем | Передний | Средний | Задний |
| ---------- | -------- | ------- | ------ |
| Верхний    | i        |         | u      |
| Верхний    | ɪ        |         | ʊ      |
| Средний    | e        |         | o      |
| Средний    |          | ə       | ɔ      |
| Нижний     | æ        |         |        |
| Нижний     | ɑ        |         |        |

## Типологическая характеристика[3]

### Тип (степень свободы) выражения грамматических значений
Кумаони нельзя однозначно отнести к синтетическим или аналитическим языкам. Ранний кумаони, как и другие новоиндийские языки, характеризуется высокой степенью аналитизма, такими как редуцированная падежная система и большое количество послелогов или система вспомогательных глаголов, которая используется для выражения граммем глагольных категорий. В то же время, современный кумаони имеет тенденцию к "новому" синтетизму, что выражается в основной глагольной морфологии, морфонологических чередовании в основе имен при склонении и грамматикализации падежных послелогов:
(1) (пример на аналитизм: послелоги)
mɛ̃    kithyã   pani    lya
я      DAT      вода   принести.IMP
"Принеси мне воды" (аскоти, д. Кхолигаон, [Upreti 1976: 231])
(2) (пример на синтетизм: элизия конечных гласных и глагольная морфология)
mer(o)   cel(o)   jã-chǝ
мой       сын     идти-PRS.3SG
"Мой  сын   уходит" (сорьяли, г. Питхорагарх)

### Характер границ между морфемами
Кумаони — язык фузионного типа. Один аффикс, как правило, совмещает несколько значений:
(3)  u     pǝṛ-ǝn               khin    ǝlmaṛ-a            gyoch
он   читать-INF    DAT     Алмора.OBL   идти.PF.M.3SG
"Он поехал учиться в Алмору" (сорьяли, г. Питхорагарх).

### Локус маркирования
В поссесивной именной группе маркирование является зависимостным:
(4)  bǝkra-k               khankhin
коза.OBL-GEN   еда
"Еда коз" (сорьяли, г. Питхорагарх).
В предикативной позиции маркирование является двойным: глаголы в неперфективных формах согласуются по роду, числу и лицу с субъектом, а в перфективным формах - с объектом:
(5)  mɛ̃-∅      Hem-ǝs             apun-∅      bhǝya-∅      man-chu
Я-DIR    Хем-ACC/DAT  свой-DIR   брат-DIR   считать PRS.1SG
"Я считаю Хема своим братом" (сорьяли, г. Питхорагарх).
(6)  nan-a-l                                    nah-ɔ
ребенок-OBL-ERG=INSTR   мыться-PF.M.3SG
"Ребенок помылся" (паччхаи, г. Раникхет)

### Тип ролевой кодировки
Основной тип ролевой кодировки для кумаони — номинативно-аккузативный, однако в перфективных формах — эргативный (только при переходных глаголах):
(7)  mer(o)   cel(o)    jã-chǝ
мой       сын       идти-PRS.3SG
"Мой сын уходит" (сорьяли, г. Питхорогарх).
(8)  mer(о)   cel(o)   am         khã-chǝ
мой       сын      манго    есть-PRS.3SG
"Мой сын ест манго" (сорьяли, г. Питхорагарх).
(9)  mer(o)  cel(o)   gyoch
мой      сын      идти.PF.M.3SG
"Мой сын ушел" (сорьяли, г. Питхорагарх; ганголи, д. Дамде)
(10)  myara       cyal-εl                      am        khach
мой.OBL    сын-ERG=INSTR    манго   есть.PF.3SG
"Мой сын съел манго" (сорьяли, г. Питхорагарх; ганголи, д. Дамде).

### Базовый порядок слов
Базовый порядок слов для кумаони — SOV:
(11)  mɛ̃   cǝmc-εl                       khan   khã-chu
я      ложка-ERG=INSTR   еда     есть-PRS.1SG
"Я ем (еду) ложкой" (сирали, г. Девальтхаль).

## Яркие языковые особенности

### Фонетические и морфонологические процессы изменения первичных падежей[3]
- морфологические чередования:
  - регрессивная гармония гласных (предпоследний гласный слова уподобляется последнему по ряду):
    - dhupǝri > dhupɛri ‘полдень’;

  - глайдизация:
    - ek > yǝk ‘один’;
- элизия конечных гласных (является критерием деления на восточные и западные диалекты):
  - yo mer(o) cel(o) chǝ - это мой сын COP.3SG - Это мой сын (сорьяли, г. Питхорогарх);
- выпадение редуцированных гласных:
  - bǝkǝr (коза DIR.SG) - bǝkra (коза DIR.PL);
- лабиализация ǝ перед n (в [Sharma 1985: 84]: указано, что лабиализация происходит в первом слоге в случае, если слово восходит к двусложному слову ДИЯ):
  - ДИЯ kana > (kəno) > kɔn(o) ‘рисовая шелуха’;
- эпитеза -(ə)n (в основном в формах косвенного падежа, но возможна и во многих других случаях тоже):
  - taḷau-n - пруд-EP (вместо ожидаемого taḷau).

### Послеложно-падежная система кумаони

#### Двухпадежная система[3]
- Прямой падеж (прямой падеж обозначает субъект, кроме случаев эргативности при перфективе, прямой объект (однако его показатель может чередоваться с аккузативно-дативным послелогом (ACC\DAT), т.к. объект в кумаони обладает дифференцированным маркированием) и такую перефирийную функцию, как способ действия):
  - mer(o) cel(o) jã-chǝ - мой сын идти-PRS.3SG - Мой сын уходит (сорьяли, г. Питхорагарх);
  - yo kitab-∅ mej mɛ̃ rǝkh этот книга стол LOC класть.IMP Положи эту книгу на стол (данпурия, д. Квити);
  - yɔ nan nang-∅ khuṭ-∅ ghumuṇ-chu этот ребенок голый нога гулять-PRS.3SG Ребенок гуляет босиком (паччхаи, г. Раникхет);
- Косвенный падеж (косвенный падеж имеет лативную функцию (маркирование конечной точки) и эссивную функцию (не только временное значение, но и пространственное):
  - u bides nεsi go - он чужая.страна.(OBL) идти идти.PF.M.3SG - Он уехал в другую страну (кумайя, г. Лохагхат);
  - mer khǝldi dǝbǝl chǝn - мой карман.(OBL) деньги COP.PRS.3PL - В моем кармане деньги (сорьяли, г. Питхорагарх);
- Вокатив;
- (Первичный аккузатив-датив в восточных диалектах);
- (Архаичный локатив).

#### Послеложная система
Послелоги в кумаони делятся на:
- основные, маркирующие центральных участников ситуации;
- периферийные непространственные, имеющие одну или несколько незначительных функций;
- периферийные пространственные, отвечающие за выражение пространственной локализации.

Основные послелоги:
- GEN (генетивный):
  - sawǝn-ak u-n hɛ pɛli - Саван-GEN.OBL прийти-INF ABL прежде - Перед приходом Савана (сорьяли, г. Питхорогарх);
- ERG=INSTR (эргативный (инструментальный)):
  - celi-l khankhin cǝmc-εl kha-ch - девушка-ERG=INSTR еда ложка-ERG=INSTR есть-PF.3SG - Девушка поела (еду) ложкой (сорьяли, г. Питхорагарх);
- ACC/DAT (аккузативно-дативный):
  - cyàl lɛ celi kɛ̃ dekh-ɔ - юноша ERG=INSTR девушка ACC/DAT видеть-PF.M.3SG - Юноша увидел девушку (западный кластер, форум MeraPahad Community Of Uttarakhand Lovers, 2009);
- DAT (дативный):
  - mɛ̃ kha-hã ja-ri - я есть-DAT идти-PFVV - Я иду есть (паччхаи, г. Раникхет);
- AG_INVOL (послелог - маркер инволитивного агенса):
  - mer kɛl yo kam nɛ hɛ sǝk-ǝn - я.POSS AG_INVOL этот работа NEG быть.CVB мочь-NEG.PRS - У меня не получается эта работа (кхаспарджия, г. Алмора);
- APUD (апудэссивный):
  - am cul thɛ̃ che - мама очаг APUD COP.PRS.F - Мама у очага (джохари, д. Деибагад);
- ABL (аблативный):
  - dеsɛmbǝr bǝṭi chuṭṭi-yã hǝ-ni - декабрь ABL каникулы-PL быть-PRS.PL - С декабря каникулы (паччхаи, г. Раникхет);
- STIM (послелог - маркер стимула при предикатах эмоционального состояния):
  - mɛ̃ tu deber ni ḍǝr-ǝn - я ты STIM NEG бояться-NEG.PRS - Я тебя не боюсь (паччхаи, г. Шитлакхет);
- COMIT (комитативный):
  - myara dǝgaṛa pǝhaṛi bol - я.POSS COMIT пахари говорить.IMP - Говори со мной на пахари (сорьяли, г. Питхорагарх);
- LOC (локативный):
  - hǝm Ranikhet mɛ̃ rũ - мы Раникхет LOC жить.PRS.1PL - Мы живем в Раникхете (паччхаи, г. Раникхет).

## Список сокращений
INF - инфинитив;
ACC\DAT - аккузативно-дативный послелог;
OBL - косвенный падеж;
PF - перфект;
M - мужской род;
3SG - 3-е лицо единственное число;
PL - множественное число;
GEN - генетивный послелог;
DIR - прямой падеж;
DAT - дативный послелог;
PRS - настоящее время;
1SG - 1-е лицо единственное число;
ERG=INSTR - эргативный (инструментальный) послелог;
ДИЯ - древнеиндийские языки;
ABL - аблативный послелог;
APUD - апудессивный послелог;
AG_INVOL - послелог - маркер инволитивного агенса;
STIM - послелог - маркер стимула при предикатах эмоционального состояния;
COMIT - комитативный послелог;
LOC - локативный послелог;
NEG - отрицательная частица;
IMP - императив;
PFVV - перфективный интенсивный глагол;
COP - копула;
POSS - посессивная форма местоимения.